# Lechité

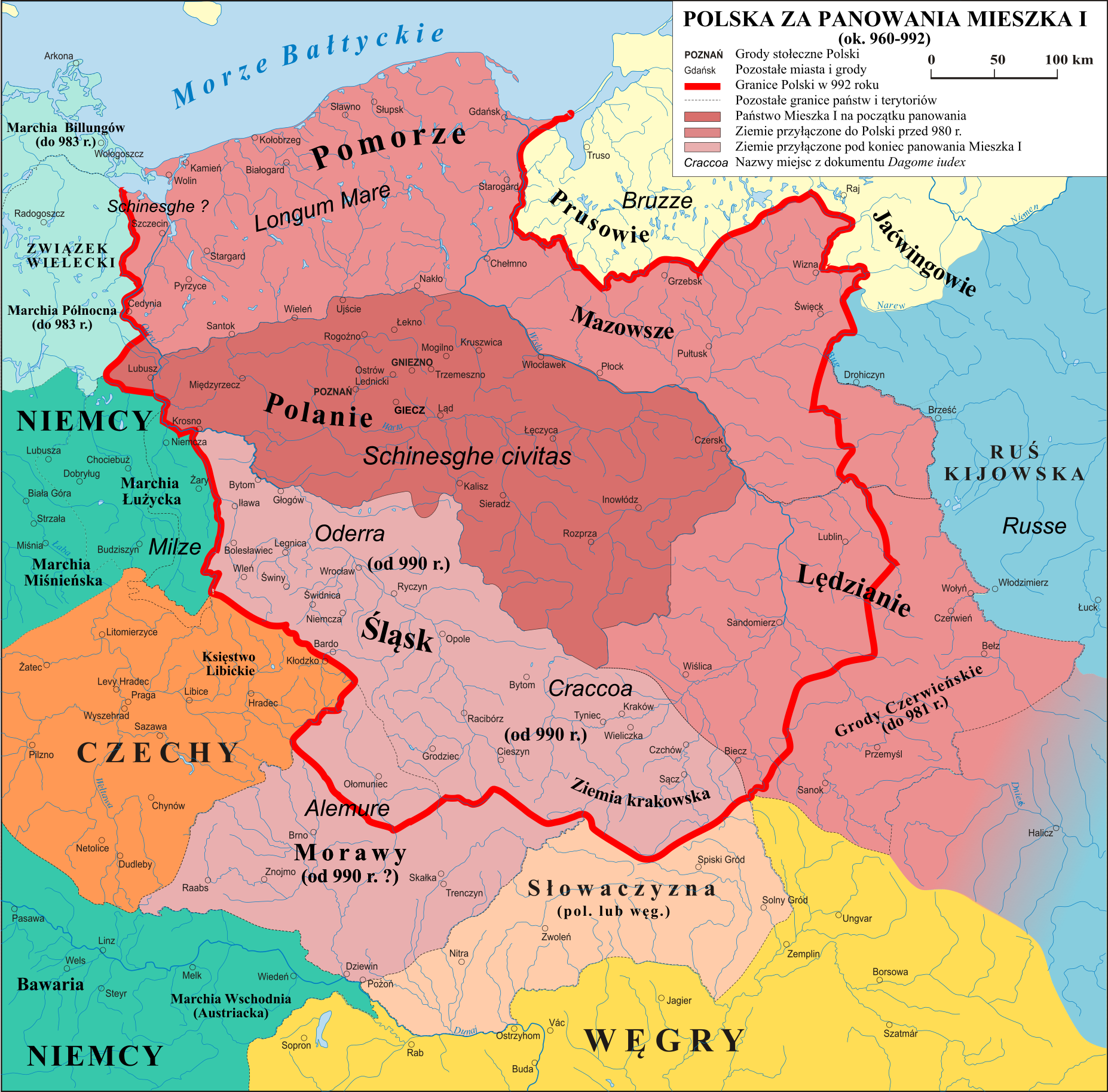
Polsko za vlády Měška I. (960–992)

Lechité, případně lechitské kmeny (polsky Lechici), je název podskupiny západoslovanských kmenů, která obývala současné území Polska a mluvila lechickými jazyky. Jsou nejbližšími předky etnických Poláků.

## Historie
Území obývané lechitskými kmeny bylo dle polské legendy spojeno do jediné země za vlády Měška I.

## Lechitské kmeny
- Polané
- Mazované
- Vislané
- Goplané
- Lenčici
- Slezané
- Pomořané († kromě Kašubů)
- Polabané (†)
- Radimiči (†)
- Vjatičové (†)
- Obodrité (†)
- Veléti (†)